# Parafia Świętej Trójcy w Osiecznej
Parafia Świętej Trójcy w Osiecznej – rzymskokatolicka parafia w Osiecznej, należy do dekanatu rydzyńskiego archidiecezji poznańskiej. Została utworzona w XIII wieku. Mieści się przy ulicy ojca Edwarda Frankiewicza.
W 1928 roku proboszczem parafii był Paweł Steimetz, odznaczony Krzyżem Oficerskim Orderu Odrodzenia Polski za „zasługi na polu pracy narodowej, społecznej i filantropijnej”.